# Kaninga gwabbalitcha
Kaninga gwabbalitcha is een haft uit de familie Leptophlebiidae. De wetenschappelijke naam van de soort is voor het eerst geldig gepubliceerd in 2000 door Dean.
De soort komt voor in het Australaziatisch gebied.